# Hesperophasma lobatum
Hesperophasma lobatum är en insektsart som först beskrevs av Ludwig Redtenbacher 1908.  Hesperophasma lobatum ingår i släktet Hesperophasma och familjen Pseudophasmatidae. Inga underarter finns listade i Catalogue of Life.